# Варламов Олександр Єгорович
Варла́мов Олекса́ндр Єго́рович (15 (27) листопада 1801, Москва, Російська імперія — 16 (27) жовтня 1848, Санкт-Петербург, Російська імперія) — російський композитор.

## Біографія та творчість
Олександр Сергійович Варламов народився у 1801 році в Москві в родині дрібного чиновника, відставного поручика. Із раннього дитинства хлопчик грав на скрипці та гітарі. У десять років його віддали в Придворну співоча капелу в Петербурзі. Чудовий голос та яскраві здібності хлопчика зацікавили Бортнянського — директора капели. Він став окремо займатися з маленьким співаком. Варламов із вдячністю згадував свого вчителя. Після закінчення навчання в капелі, Олександр Сергійович став працювати вчителем співу в російській посольській церкві у Голландському місті Гаага, але швидко повернувся на батьківщину. Із 1829 року мешкає в Петербурзі. З часом отримав посаду помічника капельмейстера московських імператорських театрів.
У 30-ті роки романси та пісні Варламова поступово набувають широкої популярності. За складом вони різноманітні. Є серед них і широкі пісні, схожі на народні (рос. «Ах ты время, времячко»), задумливі (рос. «Горные вершины», «Тяжело, не стало силы», «Красный сарафан») та енергійні (рос. «Вдоль по улице метелица метет», «Песня разбойника», «Вверх по Волге»).
Пісні Варламова, щирі та прості, відображали настрої російських людей 30-х років XIX століття: невдоволеність дійсністю, сподівання на краще майбутнє, поривання до боротьби.
Варламов створив близько 150 романсів та пісень, концертні оброблення російських народних пісень, відкрив Школу для співу.